# 趙北源
趙北源（1917年—1964年8月23日），中国人民解放军海军开国少将。原名赵凤琴，曾用名赵北原、南福增。直隶大名县沙圪塔村人。

## 早年生活
1920年大名一带遭遇特大旱灾，病疫流行，趙北源三个姐姐和一个哥哥相继因饥饿而死，母亲就带着3岁的赵北源外出逃荒乞讨。1925年，父亲赵桂林在大名县城有了暂时工作居所，经过6年乞讨生活的赵北源随母亲又有了家，仍必须下乡拾柴或当小帮工。直到11岁才开始入小学半工半读。1931年入直隶省立第七师范附属高级小学校。1932年暑假借用南福增的毕业文凭考入大名直隶省立第七师范学校。
1933年，趙北源加入中国共产党，在校内外积极从事地下革命活动，后被当局察觉，1934年冬被开除学籍。随后以当小学教师为掩护，任中共肥乡中心县委发行部副部长从事秘密工作。1935年后曾一度与党组织失掉联系，为生活所迫到外地谋生，1937年3月，返回故乡。1937年5月到北平通俗读物编刊社卖书度日。1938年初打入伪军内部，从事传递情报、营救同志以及向城外送印刷品等重要工作。

## 軍旅生涯
1938年7月，趙北源到大名县第四区抗日自卫大队，任民运干事、四区队指导员。同年重新加入中国共产党。1939年任冀南军区第2支队1大队大队长。1940年八路军新编第9旅第26团第2营营长、后任第26团参谋长。1942年任冀南军区第一武工队政治委员。后任漳河县县长。1943年任冀南军区第一军分区广（平）大（名）路南支队政治委员，开辟和巩固大名、魏县、成安一带抗日根据地。1943年调出参加整风运动。1945年5月回到冀南第三军分区任第26团政治委员。抗战结束后，任冀南军区独立第5旅第14团政治委员。1947年8月任晋冀鲁豫野战军第10纵队第86团团长，同年底随部千里跃进桐柏山区，参与开辟桐柏军区第三军分区的7个月艰苦战斗。1948年参加邓县、襄樊战役。1948年7月，率第86团渡汉江，配合友军创建汉南根据地。1949年春在花园战役中，歼灭江北守敌主力一个团，随后赴豫西剿匪。1949年5月任第二野战军第58军第173师副师长。
中华人民共和国成立后，趙北源任中南军区海军第1舰队司令员。他在1955年被授予大校军衔，1956年11月任海军青岛基地参谋长。1960年8月任北海舰队参谋长。1962年3月任海军旅顺基地副司令员，1964年升少将军衔。1964年8月23日在北京海军总医院病逝，终年47岁。